# ビリー・ジーン・キング
ビリー・ジーン・キング（Billie Jean King, 1943年11月22日 - ）は、アメリカ合衆国カリフォルニア州ロングビーチ出身の女子テニス選手。1960年代から1980年代初頭までの四半世紀にわたって女子テニス界に君臨した名選手であり、女子テニスの歴史を通じて最高の偉人の一人である。現役時代、日本では「キング夫人」と呼ばれていた。後にレズビアンであることをカミングアウトしている。

## 来歴

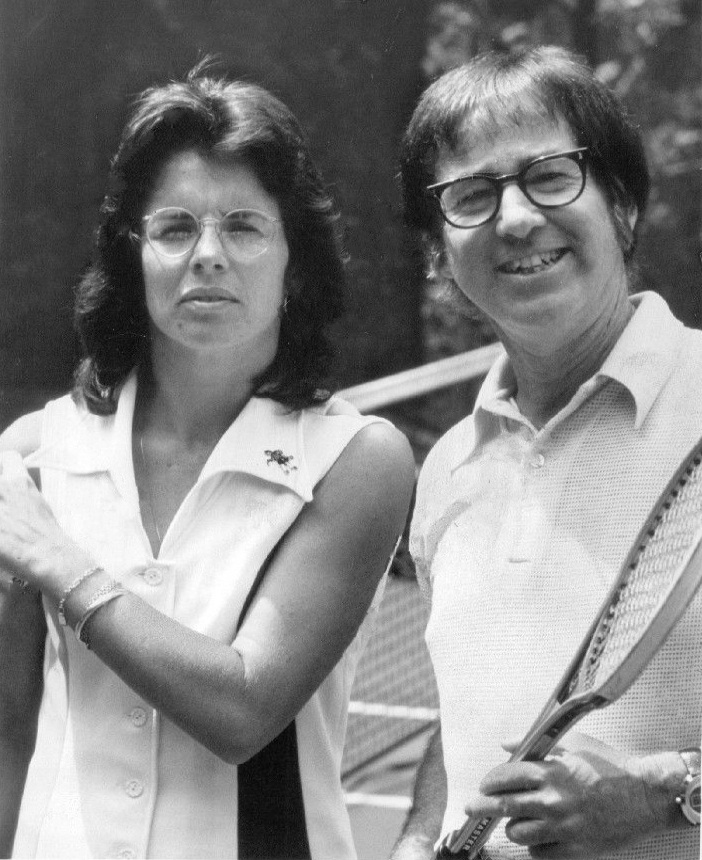
1973年9月、キングはボビー・リッグスと「The Battle Of The Sexes」と銘打たれた対抗試合を行った。

キング夫人は女子テニス協会（Women's Tennis Association, 略称 WTA）を設立し、女子テニス界のシステムを変革した選手として、女子スポーツに革命的な影響を及ぼした存在であった。生まれた時の名前は「ビリー・ジーン・モフィット」(Billie Jean Moffitt) だったが、弁護士・不動産業者のラリー・キング (Larry King) と結婚して「ビリー・ジーン・キング夫人」と名乗るようになり、この名前で最もよく知られる。弟のランディ・モフィットは、アメリカ大リーグのサンフランシスコ・ジャイアンツの投手になった。
ビリー・ジーン・モフィットは1960年から女子テニス界で活動を始め、1961年のウィンブルドン女子ダブルスカレン・ハンツェとペアを組んで初優勝を飾り、偉大な名テニスプレーヤーとしての第一歩を踏み出した。当時モフィットは17歳、ハンツェは18歳で、このペアはウィンブルドン女子ダブルスで史上最年少の優勝ペアであった。同大会女子ダブルスでは1962年と1965年にも優勝した。シングルス決勝には1963年に初進出したが、マーガレット・スミス（のちの「コート夫人」）に敗れて準優勝に終わっている。独身選手時代はマザー・グースの童謡である “Little Miss Muffet”（リトル・ミス・マフェット、マフェットちゃん）の歌と語呂合わせで “Little Miss Moffitt”（リトル・ミス・モフィット）と呼ばれていた。
1965年にラリー・キングと結婚して「ビリー・ジーン・キング」夫人と名乗るようになると、この年から彼女のキャリアは大きく開花し、1966年のウィンブルドン女子シングルス決勝戦でブラジルのマリア・ブエノを 6-3, 3-6, 6-1 で破り、宿願の初優勝を達成した。以後、1968年までウィンブルドン女子シングルス3連覇を達成し、1967年には全米選手権でも初優勝を飾った。とりわけ、1967年にはウィンブルドンと全米選手権の2大会連続で「ハットトリック」（同一大会でシングルス・ダブルス・混合ダブルスの3部門をすべて制覇すること）を達成している。1968年は全豪選手権で女子シングルスと混合ダブルスの2部門を制したが、これがキング夫人の唯一の全豪優勝である。
1968年にテニス界は史上最大の転換期を迎え、プロ選手の4大大会出場を解禁する「オープン化」という措置を実施した。大会の名称も変更されて、全豪オープン、全仏オープン、ウィンブルドン選手権、全米オープンとなった。1968年以後のテニス記録は「オープン化時代」(Open Era) と呼ばれ、それ以前の時代とは明確に区別されている。キング夫人はアマチュア選手として4大大会出場を続けてきたが、オープン化措置の実施後、直ちにプロ選手となった。「オープン化時代」最初の年にあたる1968年、キング夫人はウィンブルドン選手権で女子シングルス3連覇とダブルス5勝目を記録したが、全米オープンではイギリスのバージニア・ウェードに 4-6, 4-6 で敗れて2連覇を逃している。全米オープンの場合、1968年と1969年の2年間は過渡期の暫定措置として年に2度開催された。9月に行われた「全米オープン選手権」が ”オープン化時代のグランドスラム” (Open Era Grand Slam) とされているが、この2年間に限っては12月に「全米選手権大会」(US National Champs) が別途に開催された。公式優勝記録表には、1回目の「全米オープン選手権」優勝者の名前が記載される。したがって1968年の場合、全米オープン選手権の公式記録には「オープン化時代大会」の優勝者ウェードの名前と、準優勝者としてのキング夫人の名前を記載する。こうしてテニス4大大会でも賞金制度が導入されたが、この当時は「男女の賞金格差」が大きな問題になっていた。ビリー・ジーン・キング夫人はこの問題と取り組み、さらに大きな段階を踏み出すことになる。
1969年は彼女にとって不本意な年になり、全豪オープン決勝ではマーガレット・コート夫人に敗れて大会連覇を逃し、ウィンブルドンでもアン・ヘイドン＝ジョーンズ（イギリス）に決勝で敗れて4連覇を逃してしまう。1970年はライバルのコート夫人が女子テニス史上2人目の「年間グランドスラム」を達成し、キング夫人はシングルスで優勝できなかったが、この年から1973年までウィンブルドンの女子ダブルスに4連覇を達成する。1971年、キング夫人は全米オープン2勝目も含めたシングルス年間17勝、ダブルス21勝を挙げ、年間獲得賞金額が10万ドルを突破した最初の女子選手になった（11万7000ドル）。1972年の全仏オープンで、キング夫人は女子シングルスとダブルスの単複2冠を獲得し、全仏では唯一の優勝を成し遂げる。1966年のウィンブルドンから始まったキング夫人の「キャリア・グランドスラム」は、1972年全仏オープンをもって完成した。しかし、当時の女子テニス選手に与えられた賞金は男子の8分の1ほどに過ぎず、男女の賞金格差はますます大きな問題になっていた。キング夫人はアメリカで1970年代初頭に起こった男女同権運動でリーダーシップを取り、男子選手たちから離脱した「女性によるテニスツアー」を提唱した。これが1973年に発足した「女子テニス協会」の原型となる。
1973年9月20日、キング夫人は、当時55歳になっていた往年の男子選手であるボビー・リッグス（1918年 - 1995年）と有名な「男女対抗試合」を行った。リッグスはこの4か月前、5月13日の「母の日」にマーガレット・コート夫人に挑戦を申し入れ、当時「テニス界で最も有名な母親」として知られたコート夫人を 6-2, 6-1 で圧倒した。この後、リッグスは「私は男女同権運動を代表するビリー・ジーン・キングと試合をしたい」と声高に叫び、キング夫人への挑戦を宣言する。二人の男女対抗試合は “The Battle Of The Sexes”（性別間の戦い）と銘打たれ、大々的な告知が行われた。9月20日にテキサス州ヒューストンで行われた試合会場には3万人を超える観客が集まり、テレビ中継でも大勢の人々が見守った。キング夫人はリッグスに 6-4, 6-4, 6-3 のスコア（5セット・マッチのため、3セットのストレート勝ち）で勝利を収め、女性の持ち得る力を証明した。この試合をきっかけに、興行としての「女子テニス」が発展し始め、キング夫人はその後も女性の権利のために戦い続けた。この姿勢は、後にマルチナ・ナブラチロワに大きな影響を与えることになる。
キング夫人の最後の4大大会女子シングルス優勝は1975年のウィンブルドンであり、通算12勝で終わった。最後の決勝戦では、オーストラリアのイボンヌ・グーラゴング・コーリーを 6-0, 6-1（試合時間38分）で圧倒した。同選手権の女子ダブルスでは、1979年にマルチナ・ナブラチロワとペアを組んで6年ぶり10度目の優勝を成し遂げた。混合ダブルスでは1974年まで4度優勝したため、これでキング夫人のウィンブルドン通算優勝記録は20勝（女子シングルス6勝＋女子ダブルス10勝＋混合ダブルス4勝）となった。この時、女子テニス界で今なお語り継がれている珍事が起きた。ナブラチロワがクリス・エバートを下して2連覇を達成した7月8日の女子シングルス決勝戦を、それまでウィンブルドン通算19勝の最多優勝記録を持っていたエリザベス・ライアン（1914年から1934年までの間に、女子ダブルス12勝＋混合ダブルス7勝）も試合会場で観戦していたが、その日の夜に87歳のライアンが突然の心臓発作で死去したのである。翌7月9日にキング夫人とナブラチロワは女子ダブルス決勝で勝ち、キング夫人はライアンが45年間保持してきたウィンブルドン最多優勝記録を更新した。
キング夫人のウィンブルドン選手権挑戦は1983年まで続き、39歳7か月の高齢でありながら、大会第10シードとして準決勝まで勝ち進んでいる。最後のウィンブルドンでは、当時18歳の新鋭アンドレア・イエガーに 1-6, 1-6 で敗退した。4大大会女子ダブルスにおけるキング夫人の最後の優勝は、ウィンブルドンで珍事が起きた1年後の1980年全米オープンで、この時もナブラチロワと組んだ。
スポーツ選手の試合中の感情表現には様々なタイプがあるが、ビリー・ジーン・キング夫人は典型的な感情発散型タイプの選手として有名だった。試合中に自分に何事かを言い聞かせたり、足踏みなどもしながらプレーする姿は、時に攻撃的な雰囲気になることもあり、“アイシー・ドール”（氷の人形）と呼ばれたクリス・エバートなど、試合中に感情を全く顔に出さないタイプの選手とは正反対であった。ダブルスでキング夫人は様々なタイプのパートナーとペアを組んだが、とりわけ相性の合った選手はロージー・カザルスとマルチナ・ナブラチロワであった。
テニス競技の過渡期に活動した人であることから、キング夫人の優勝記録は種々に分類される。アマチュア選手として獲得したもの（うちシングルス37勝）、オープン化以降にプロ選手として獲得した勝利（優勝）数（シングルス67勝、ダブルス101勝）などである。1歳年上のライバル、マーガレット・コート夫人（オーストラリア）と並んで、キング夫人は長いテニス経歴を通じて絶大な強さを誇ってきた。また、コート夫人が1975年に33歳で現役を引退したことに比べて、キング夫人は39歳を迎える1983年までシングルスで現役を続行し、同年6月中旬のイギリス・バーミンガムの大会まで女子ツアーのシングルス優勝も続けた。同一大会でシングルス・ダブルス・混合ダブルスの3部門をすべて制覇するハットトリックも、前述した1967年のウィンブルドン選手権と全米選手権の2大会連続のほかに、1973年のウィンブルドン選手権でも記録している（同選手権では6年ぶり2回目）。4大大会通算優勝記録は、シングルス12勝（スザンヌ・ランランと並ぶ女子6位タイ）、女子ダブルス16勝、混合ダブルス11勝で、総計39勝を獲得した。1987年に国際テニス殿堂入りを果たしている。
キング夫人はその後、1995年から2001年までフェドカップのアメリカ代表監督を務め（1997年を除く）、1996年アトランタ五輪と2000年シドニー五輪でオリンピックの米国女子テニス代表の監督も務めた。また、アメリカの雑誌『ライフ』が選んだ「20世紀における100人の偉大なアメリカ人」の1人にも選ばれた。1987年にラリー・キングとは離婚したが、現在でも彼女は「ビリー・ジーン・キング夫人」の名前で呼ばれ、今なお変わらぬ尊敬を集めている。2006年の全米オープンでは、キング夫人の偉大な業績を讃えて、ニューヨーク・フラッシングメドウの大会会場に「USTA ビリー・ジーン・キング・ナショナル・テニスセンター」の名前が与えられた。
ラリー・キングとは恋愛結婚であったが、現在のキング夫人はレズビアンであることを公表している。保守的な家庭で育った彼女は自身が同性愛者であることを半ば自覚しつつも、受け入れることができずに長年苦しんだ。同じく元プロテニス選手であったイラナ・クロス（南アフリカ）と長年パートナー関係にあることで知られている。
2009年10月12日、長年の女性および同性愛者の権利向上への貢献に対し大統領自由勲章を授与された。
エルトン・ジョンのヒット曲「フィラデルフィア・フリーダム」は、ビリー・ジーン・キングおよびキングが所属していたテニス・チーム「Philadelphia Freedoms」に敬意を表して書かれた。アメリカとカナダで1位を記録した。

## 4大大会優勝

### 女子シングルス
- 全豪オープン：1勝（1968年）
- 全仏オープン：1勝（1972年）
- ウィンブルドン：6勝（1966年-1968年・1972年＆1973年・1975年） ［女子歴代5位］
- 全米オープン：4勝（1967年・1971年＆1972年・1974年）

| 年     | 大会           | 対戦相手                         | 試合結果      |
| ------ | -------------- | -------------------------------- | ------------- |
| 1966年 | ウィンブルドン | マリア・ブエノ                   | 6-3, 3-6, 6-1 |
| 1967年 | ウィンブルドン | アン・ヘイドン＝ジョーンズ       | 6-3, 6-4      |
| 1967年 | 全米選手権     | アン・ヘイドン＝ジョーンズ       | 11-9, 6-4     |
| 1968年 | 全豪選手権     | マーガレット・スミス・コート     | 6-1, 6-2      |
| 1968年 | ウィンブルドン | ジュディ・テガート               | 9-7, 7-5      |
| 1971年 | 全米オープン   | ロージー・カザルス               | 6-4, 7-6      |
| 1972年 | 全仏オープン   | イボンヌ・グーラゴング           | 6-3, 6-3      |
| 1972年 | ウィンブルドン | イボンヌ・グーラゴング           | 6-3, 6-3      |
| 1972年 | 全米オープン   | ケリー・メルビル                 | 6-3, 7-5      |
| 1973年 | ウィンブルドン | クリス・エバート                 | 6-0, 7-5      |
| 1974年 | 全米オープン   | イボンヌ・グーラゴング           | 3-6, 6-3, 7-5 |
| 1975年 | ウィンブルドン | イボンヌ・グーラゴング・コーリー | 6-0, 6-1      |

### 女子ダブルス
- 全豪オープン：なし
- 全仏オープン：1勝（1972年） ［単複とも制覇］
- ウィンブルドン：10勝（1961年・1962年・1965年・1967年・1968年・1970年-1973年・1979年）
- 全米オープン：5勝（1964年・1967年・1974年・1978年・1980年）

### 混合ダブルス
- 全豪オープン：1勝（1968年）
- 全仏オープン：2勝（1967年・1970年）
- ウィンブルドン：4勝（1967年・1971年・1973年・1974年）
- 全米オープン：4勝（1967年・1971年・1973年・1976年）

## 4大大会成績
略語の説明
| W | F | SF | QF | #R | RR | Q# | LQ | A | Z# | PO | G | S | B | NMS | P | NH |

W=優勝, F=準優勝, SF=ベスト4, QF=ベスト8, #R=#回戦敗退, RR=ラウンドロビン敗退, Q#=予選#回戦敗退, LQ=予選敗退, A=大会不参加, Z#=デビスカップ/BJKカップ地域ゾーン, PO=デビスカップ/BJKカッププレーオフ, G=オリンピック金メダル, S=オリンピック銀メダル, B=オリンピック銅メダル, NMS=マスターズシリーズから降格, P=開催延期, NH=開催なし.

### シングルス
| 大会           | '59 | '60 | '61 | '62 | '63 | '64 | '65 | '66 | '67 | '68 | '69 | '70 | '71 | '72 | '73 | '74 | '75 | '76 | '77 | '78 | '79 | '80 | '81 | '82 | '83 | '84 | SR     | W–L   |
| -------------- | --- | --- | --- | --- | --- | --- | --- | --- | --- | --- | --- | --- | --- | --- | --- | --- | --- | --- | --- | --- | --- | --- | --- | --- | --- | --- | ------ | ----- |
| 全豪オープン   | A   | A   | A   | A   | A   | A   | SF  | A   | A   | W   | F   | A   | A   | A   | A   | A   | A   | A   | A/A | A   | A   | A   | A   | QF  | 2R  | A   | 1 / 5  | 16–4  |
| 全仏オープン   | A   | A   | A   | A   | A   | A   | A   | A   | QF  | SF  | QF  | QF  | A   | W   | A   | A   | A   | A   | A   | A   | A   | QF  | A   | 3R  | A   | A   | 1 / 7  | 21–6  |
| ウィンブルドン | A   | A   | 2R  | QF  | F   | SF  | SF  | W   | W   | W   | F   | F   | SF  | W   | W   | QF  | W   | A   | QF  | QF  | QF  | QF  | A   | SF  | SF  | A   | 6 / 21 | 95–15 |
| 全米オープン   | 1R  | 3R  | 2R  | 1R  | 4R  | QF  | F   | 2R  | W   | F   | QF  | A   | W   | W   | 3R  | W   | A   | A   | QF  | A   | SF  | A   | A   | 1R  | A   | A   | 4 / 18 | 63–14 |

### ダブルス
| 大会           | '59 | '60 | '61 | '62 | '63 | '64 | '65 | '66 | '67 | '68 | '69 | '70 | '71 | '72 | '73 | '74 | '75 | '76 | '77 | '78 | '79 | '80 | '81 | '82 | '83 | '84 | SR      |
| -------------- | --- | --- | --- | --- | --- | --- | --- | --- | --- | --- | --- | --- | --- | --- | --- | --- | --- | --- | --- | --- | --- | --- | --- | --- | --- | --- | ------- |
| 全豪オープン   | A   | A   | A   | A   | A   | A   | F   | A   | A   | SF  | F   | A   | A   | A   | A   | A   | A   | A   | A/A | A   | A   | A   | A   | SF  | SF  | A   | 0 / 5   |
| 全仏オープン   | A   | A   | A   | A   | A   | A   | A   | A   | QF  | F   | QF  | F   | A   | W   | A   | A   | A   | A   | A   | A   | A   | 1R  | QF  | A   | A   | A   | 1 / 7   |
| ウィンブルドン | A   | A   | W   | W   | 2R  | F   | W   | QF  | W   | W   | 3R  | W   | W   | W   | W   | QF  | SF  | F   | 2R  | QF  | W   | SF  | A   | 2R  | 3R  | A   | 10 / 22 |
| 全米オープン   | A   | A   | A   | F   | QF  | W   | F   | F   | W   | F   | SF  | A   | A   | SF  | F   | W   | F   | QF  | QF  | W   | F   | W   | A   | 3R  | SF  | QF  | 5 / 20  |

### 混合ダブルス
| 大会           | '59 | '60 | '61 | '62 | '63 | '64 | '65 | '66 | '67 | '68 | '69 | '70 | '71 | '72 | '73 | '74 | '75 | '76 | '77   | '78 | '79 | '80 | '81 | '82 | '83 | '84 | SR     |
| -------------- | --- | --- | --- | --- | --- | --- | --- | --- | --- | --- | --- | --- | --- | --- | --- | --- | --- | --- | ----- | --- | --- | --- | --- | --- | --- | --- | ------ |
| 全豪オープン   | A   | A   | A   | A   | A   | A   | QF  | A   | A   | W   | SF  | NH  | NH  | NH  | NH  | NH  | NH  | NH  | NH/NH | NH  | NH  | NH  | NH  | NH  | NH  | NH  | 1 / 3  |
| 全仏オープン   | A   | A   | A   | A   | A   | A   | A   | A   | W   | F   | SF  | W   | A   | QF  | A   | A   | A   | A   | A     | A   | A   | A   | 2R  | A   | A   | A   | 2 / 6  |
| ウィンブルドン | A   | A   | 1R  | A   | A   | 2R  | A   | F   | W   | SF  | QF  | 3R  | W   | SF  | W   | W   | 3R  | 2R  | SF    | F   | 3R  | QF  | A   | 3R  | F   | A   | 4 / 19 |
| 全米オープン   | A   | A   | A   | 2R  | SF  | QF  | A   | A   | W   | A   | 3R  | A   | W   | SF  | W   | SF  | F   | W   | F     | F   | 2R  | A   | A   | 2R  | 2R  | 3R  | 4 / 17 |